# David Lefèvre
David Lefèvre (Maubeuge, Nord, 29 d'abril de 1972) va ser un ciclista francès, que fou professional entre 1996 i 2004. El seu major èxit va ser la victòria final a l'Étoile de Bessèges de 1999.
El seu germà Laurent, i els seus cosins Olivier Bonnaire i Marion Rousse, també s'han dedicat professionalment al ciclisme.

## Palmarès
- 1993
  - Vencedor d'una etapa a la Volta a la Província de Lieja
- 1994
  - 1r al Gran Premi de la vila de Pérenchies
- 1996
  - Vencedor d'una etapa a la Volta al Japó
- 1999
  - 1r a l'Étoile de Bessèges i vencedor d'una etapa

### Resultats al Giro d'Itàlia
- 1998. 84è de la classificació general